# 2014 en Nouvelle-Écosse
Chronologie de la Nouvelle-Écosse
- 2010
- 2011
- 2012
- 2013
- 2014
- 2015
- 2016
- 2017
- 2018

Cette page concerne les événements survenus en 2014 dans la province canadienne de la Nouvelle-Écosse.

## Politique
- Premier ministre : Stephen McNeil
- Chef de l'opposition : Jamie Baillie (en)
- Lieutenant-gouverneur : John James Grant
- Législature : 62e assemblée générale de la Nouvelle-Écosse